# Saint-Dizier
 Saint-Dizier  es una población y comuna francesa, en la región de Gran Este, departamento de Alto Marne, en el distrito de Saint-Dizier. Forma parte de cuatro cantones: Saint-Dizier-Centre, Saint-Dizier-Nord-Est, Saint-Dizier-Sud-Est y Saint-Dizier-Ouest. Es el chef-lieu de los tres primeros, mientras que Éclaron-Braucourt-Sainte-Livière lo es de Saint-Dizier-Ouest.

## Historia
Villa perteneciente al Reino de Francia, fue ocupada en 1544 por las tropas de Carlos I de España después de un asedio que duró entre el 10 de julio y el 17 de agosto. La ciudad fue devuelta a Francia mediante la Paz de Crépy.

## Demografía
| 5 500                     | 5 824 | 5 614 | 5 817 | 5 705 | 6 366 | 7 136 | 7 429 | 7 642 | 8 077 | 10 170 | 11 229 | 12 754 | 12 773 | 13 458 | 13 372 | 13 947 | 14 601 | 14 661 | 16 019 | 17 576 | 19 019 | 18 292 | 19 149 | 19 532 | 25 515 | 34 407 | 36 616 | 37 266 | 35 189 | 33 552 | 30 900 | 26 962 |
| (Fuente: INSEE y Cassini) |       |       |       |       |       |       |       |       |       |        |        |        |        |        |        |        |        |        |        |        |        |        |        |        |        |        |        |        |        |        |        |        |

Es la comuna más poblada del departamento.